# プブリウス・スルピキウス・サウェッリオ (紀元前279年の執政官)
プブリウス・スルピキウス・サウェッリオ（ラテン語: Publius Sulpicius Saverrio、生没年不詳）は紀元前3世紀初頭の共和政ローマの政治家・軍人。紀元前279年に執政官（コンスル）を務めた。

## 出自
パトリキ（貴族）であるスルピキウス氏族の出身。父は紀元前304年の執政官プブリウス・スルピキウス・サウェッリオ、祖父のプラエノーメン（第一名、個人名）はセルウィウスである。

## 経歴
紀元前279年、サウェッリオは執政官に就任。同僚執政官はプブリウス・デキウス・ムスであった。この年はピュロス戦争の2年目で、前年にローマ軍はヘラクレアの戦いで敗北していた。サウェッリオは同僚執政官のムスと共に、軍を率いてピュロスに向かった。しかし、アスクルムの戦いでローマ軍は再びピュロスに敗北する。もっともピュロスも大損害を受け「ピュロスの勝利」という慣用句が生まれた。
サウェッリオのその後に関しては不明である。またスルピキウス・サウェッリオ家の人物も、その後歴史に現れない。

## 参考資料
- エウトロピウス『首都創建以来の略史』
- R. Svetlov. Pyrrhus and the military history of his time. St. Petersburg, 2006.